# Napoléon en Australie
Pour plus de détails, voir Fiche technique et Distribution.
Napoléon en Australie (Napoleon) est un film d'aventure australien réalisé par Mario Andreacchio en 1994 et sorti en salle en 1997.

## Synopsis
Clafoutis, un chiot de 10 semaines, n'a qu'un rêve : devenir un Grand Explorateur. Il est déterminé et curieux comme on peut l'être à son âge. Il choisit le nom de Napoléon et s'élance, malgré lui, à bord d'une drôle de montgolfière qui va le porter à travers une fantastique conquête du monde. Il fera ainsi de surprenantes rencontres et vivra des aventures édifiantes dans lesquelles il rencontrera, notamment, un oiseau facétieux mais sympathique nommé Pierrot.

## Fiche technique
- Titre : Napoléon en Australie
- Titre original : Napoleon
- Réalisation : Mario Andreacchio
- Dialogues : Craig Carter
- Musique : Bill Conti et le Melbourne Symphony Orchestra
- Photographie : Nino Martinetti
- Décors : Ian Jobson
- Costumes : Phil MacPherson, John Santucci, Andrew Plumer et Paul Hamlyn
- Montage : Arthur Vette
- Production : Film Finance Corporation Australia et The Samuel Goldwyn Company
- Société de distribution : CTV International
- Effets spéciaux : Craig Carter et Jolie Chandler
- Pays d'origine :  Australie
- Langue originale : Anglais
- Genre : Aventure
- Format : Couleurs - Format 35 mm
- Durée : 80 minutes
- Date de sortie : 5 février 1997
- Film pour enfants à partir de 3 ans.

## Distribution
- Jamie Croft (VF : Brigitte Lecordier) : Napoléon (Clafoutis) (Voix)
- Philip Quast : (VF : Patrick Préjean) Pierrot (Voix)
- Susan Lyons : Mère de Napoléon (Voix)
- Carole Skiner (VF: Daniel Berretta) Mephisto (Voix)
- Mignon Kent (VF: Kelly Marot)  Nancy (Voix)
- Michel Wilkop: Sid (voix)
- Coralie Sawade: Mére de Sid & Nancy (voix)

## À noter
- Napoléon en Australie est le film indépendant le plus cher en Australie à l'époque de sa réalisation. Pendant le tournage, 64 chiens différents sont dressés pour jouer le rôle principal.
- Ce film a été tourné sur une petite île au sud de l'Australie, en Tasmanie mais également au Sud du Pays de Galles et dans les studios de South Australian Film Corporation.
- Lorsque Napoléon se retrouve dans la forêt lors de sa première nuit en liberté loin de chez lui, l'animal qui est sur la branche et qui lui parle de Méphisto n'est pas un Hibou mais bien un Podarge gris.